# La Spezia (provins)
Provinsen La Spezia (it. Provincia della Spezia) er en provins i regionen Liguria i det nordlige Italien. Byen La Spezia er provinsens hovedby.
Provinsen er bl.a. kendt for verdensarvsområdet Cinque Terre.
Provinsens areal udgør 881 km², og den er inddelt i 32 kommuner. Der var 215.935 indbyggere ved folketællingen i 2001.

## Geografi
Provinsen La Spezia grænser til:
- i nord mod Emilia-Romagna (provinsen Parma),
- i øst mod Toscana (provinsen Massa-Carrara),
- i syd mod det Liguriske Hav og
- i vest mod provinsen Genova.